# Massospora cicadina
Massospora cicadina — вид зигомікотових грибів родини Entomophthoraceae.

## Біологія
Вид є паразитом періодичних цикад. Спори гриба можуть лежати у стані спокою в ґрунті до 17 років, що збігається з 17-річним життевим циклом деяких видів цикад. Цикади інфікуються спорами, коли їхні німфи виповзають на поверхню землі. Грибок розвиваєтьс на череві комахи-господаря. Під час спаровування комахи передають інфекцію іншим комахам. Розвиток інфекції веде до загибелі господаря. Грибок виробляє спори, що осідають на ґрунті і цикл починається наново.